# Давидюк Антон Вікторович

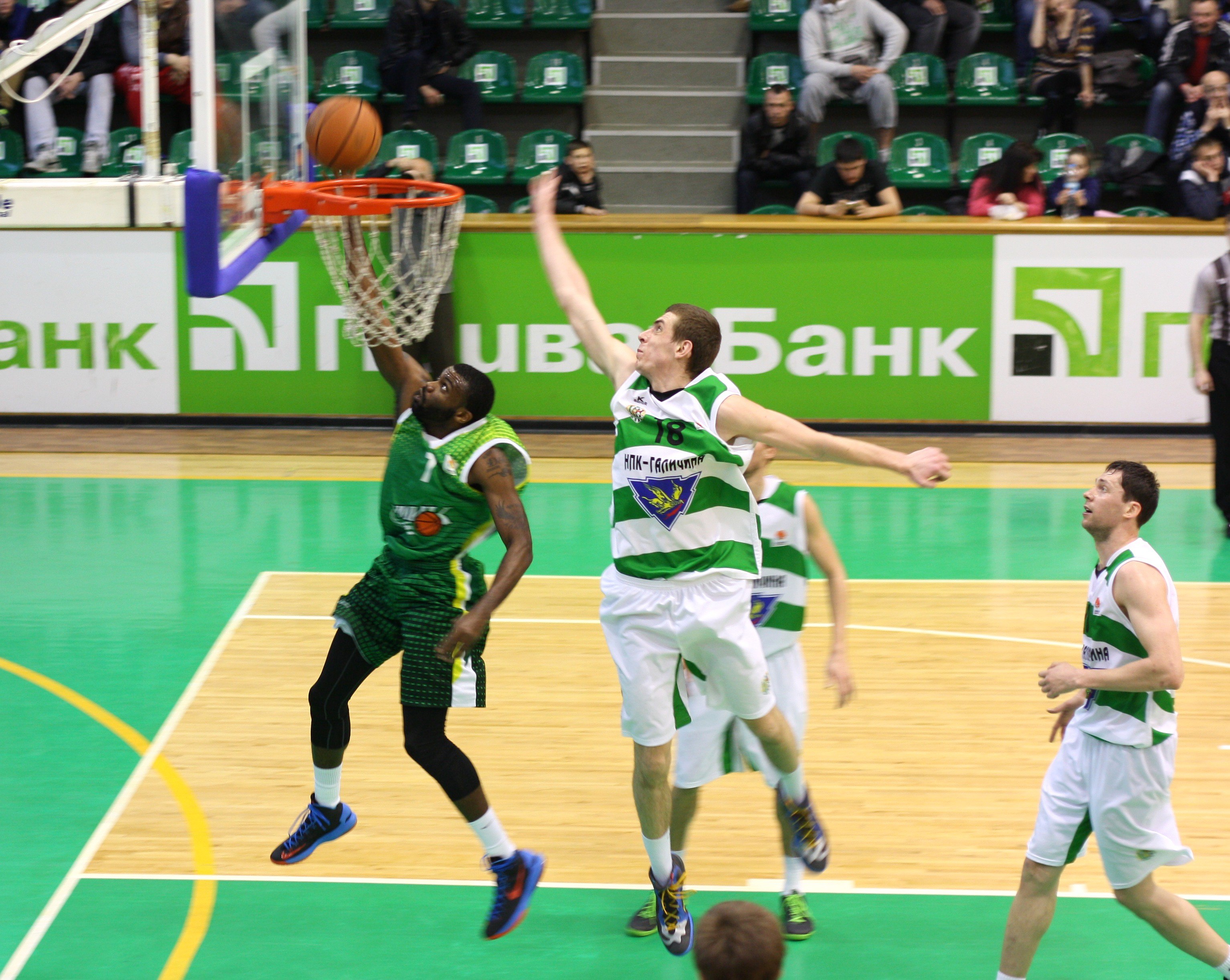
Антон Давидюк і Джамал Шулер. Політехніка-Галичина - Хімік 01.04.2014

Антон Вікторович Давидюк (нар. 6 травня 1992, м. Гнівань, Вінницька область ) — український професійний  баскетболіст. Професійний гравець в баскетбол, на позиції важкого форварда, також гравець баскетболу 3х3

## Ранні роки
Народився в м. Гнівань, Вінницька область. Закінчив   Гніванську ЗОШ №2.
Батько -  Давидюк Віктор Леонідович, мати - Давидюк Людмила Борисівна.
У 2014 році закінчив Національний  університет "Львівська політехніка" .

## Професійна кар'єра
У 2009-2010 роках виступав за «Вінницьких Зубрів».
Сезон 2010 - 2015 — гравець у  складі клубу  «Політехніки-Галичини».
Сезон 2015 - 2017 - гравець у складі  клубу «Черкаські мавпи»
Сезон 2017 - 2020 - гравець у складі клубу «МБК Миколаїв»
Сезон 2020 - 2021 - гравець у складі клубу «БК Одеса»
Сезон 2021 — гравець у складі клубу «БК Хмельницький»
У 2020 році у складі команди "Динамо" стали переможцями чемпіонату України з баскетболу "Суперліга 3х3 "
З 2019 року член команди Національної  Збірної України з баскетболу 3х3

## Національна збірна України
У 2019 році був викликаний в Національну збірну України з баскетболу 3х3. Разом з гравцями Олександром Сізовим, Станіславом Тимофєєнко та Максимом Закурдаєвим команда посіла 8 місце на Чемпіонаті світу з баскетболу 3х3. В 2019 році у складі з Денисом Носковим, Дмитром Липовцевим та Ернесто Ткачуком посіли 8 місце на чемпіонаті Європи з баскетболу 3х3.
У 2021 році брав участь у кваліфікації до Олімпійських ігор в Токіо з баскетболу 3х3
З 2019 - 2021 роки виступає за Національну збірну України з баскетболу 3х3